# (1751) Herget
(1751) Herget est un astéroïde de la ceinture principale.

## Description
(1751) Herget est un astéroïde de la ceinture principale. Il fut découvert le 27 juillet 1955 à Brooklyn par Indiana University. Il présente une orbite caractérisée par un demi-grand axe de 2,79 UA, une excentricité de 0,18 et une inclinaison de 8,1° par rapport à l'écliptique.

## Compléments